# Will Grigg
William Donald Grigg (ur. 3 lipca 1991 w Solihull, Anglia) – północnoirlandzki piłkarz występujący na pozycji napastnika w angielskim klubie Sunderland AFC.